# Rhamphomyia tonsa
Rhamphomyia tonsa är en tvåvingeart som beskrevs av Friedrich Hermann Loew 1871. Rhamphomyia tonsa ingår i släktet Rhamphomyia och familjen dansflugor. Inga underarter finns listade i Catalogue of Life.